# Шандри
Ша́ндри — рід емігрантів з Буковини в провінції Альберта (Канада). 
Шандри почали селитися в Канаді 1899, здебільша у м. Шандро. Тепер усіх представників роду Шандро може бути близько 600 осіб. У містечку Шандро є також музей з експонатами від перших поселенців. З роду Шандро походить перший посол до Альбертської леґіслятури Андрій Шандро.